# Спортивный зал

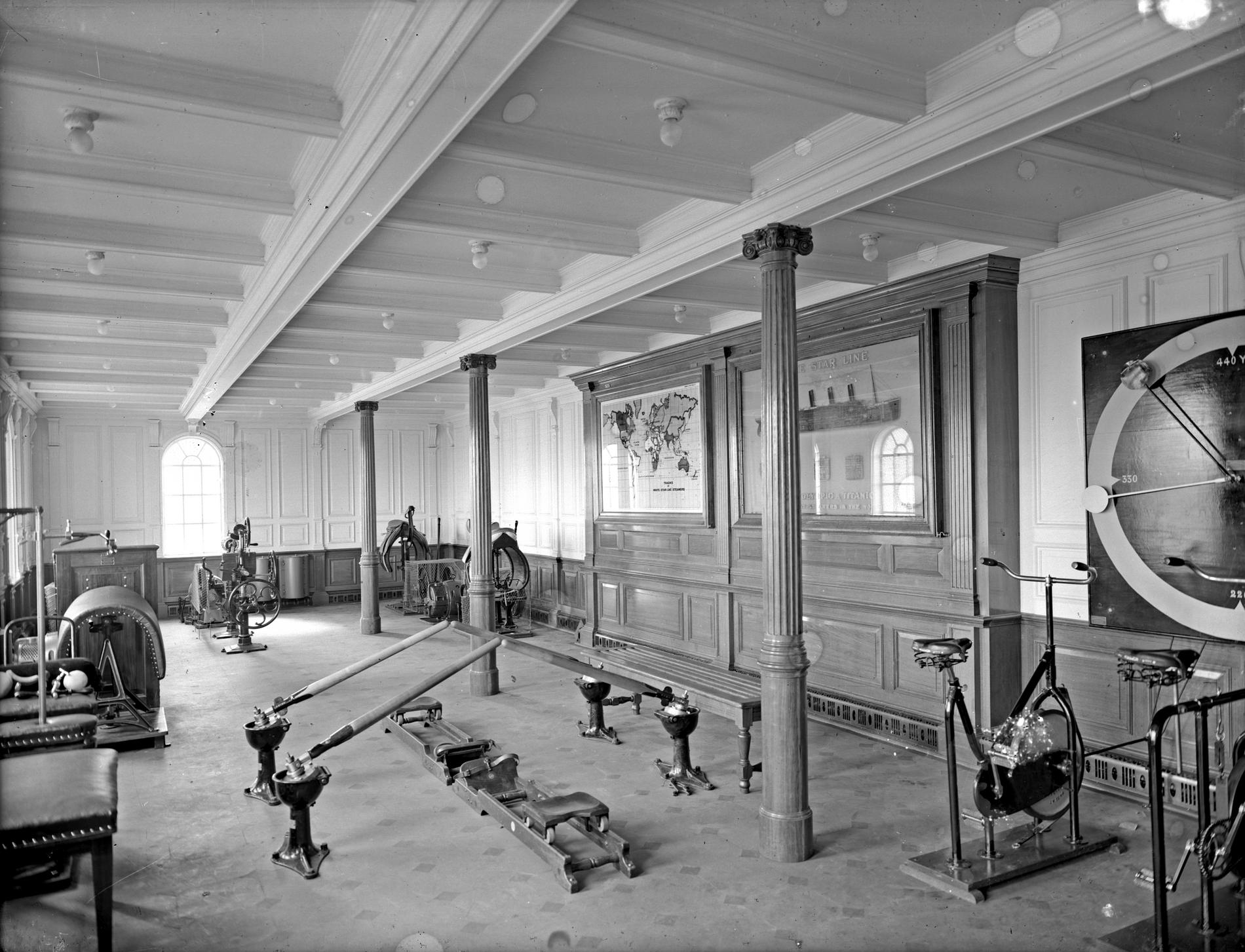
Тренажёрный зал на борту Титаника, 1912 год.

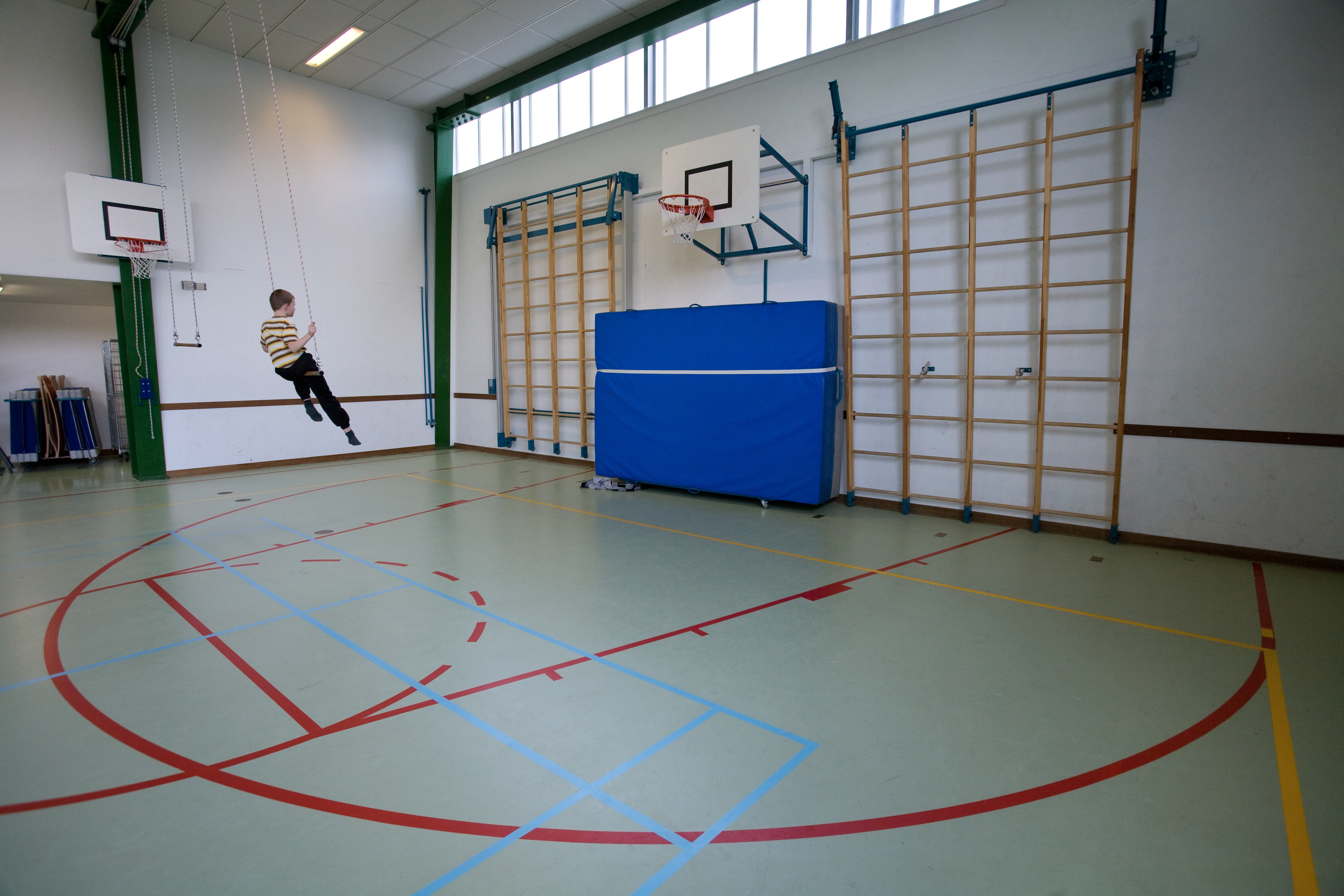
Спортзал в гимназии Амстердама.

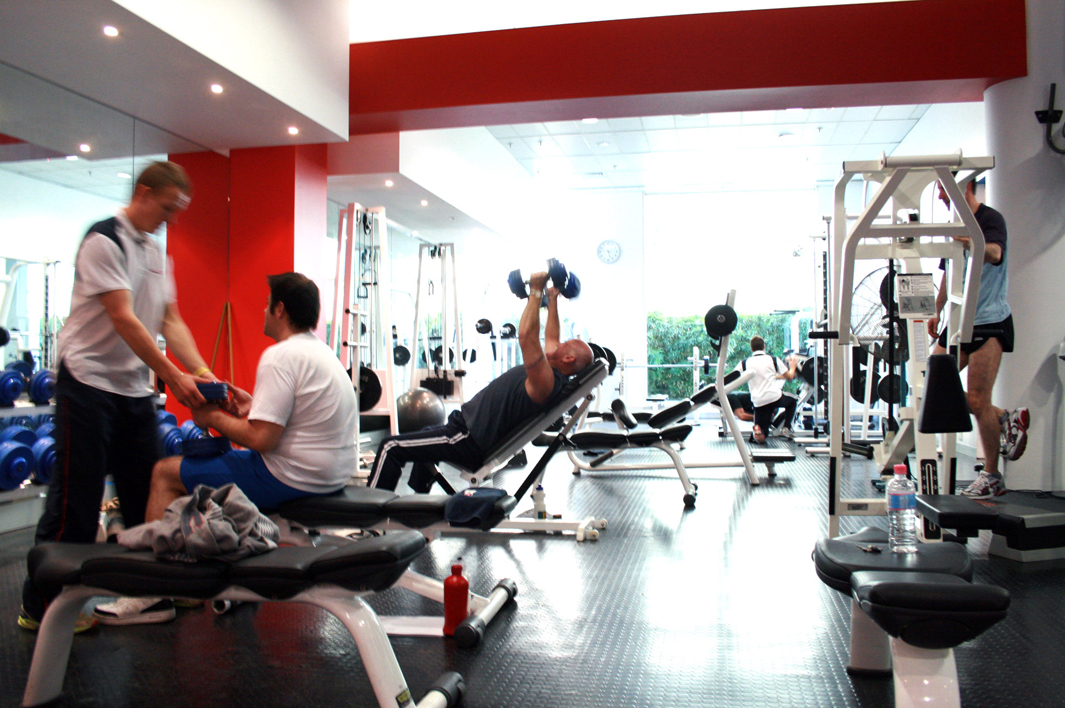
Тренажёрный зал.

Спорти́вный зал (спортза́л, так же тренажёрный зал), разг. качалка — специально оборудованное помещение, в том числе инвентарём, и предназначенное для проведения тренировок, спортивных игр, занятий спортом или физической культурой.
Спортзалы устраиваются практически во всех средних и высших учебных заведениях по всему миру. Оборудуются как стационарными, так и разборными спортивными снарядами, что позволяет трансформировать их в волейбольную или баскетбольную площадку.

## История
Впервые появились в Европе, России и Соединённых Штатах в XIX веке. В Германии один из первых залов открылся в 1852 году, за океаном приблизительно в то же время первые площадки были сооружены в Цинциннати, в Сент-Луисе и Нью-Йорке. Как правило, их строили спортивные организации. С популяризацией физкультуры к ним присоединились и учебные заведения. Их появление было вызвано тем, что значительную часть года климатические условия не благоприятны во многих странах для занятий спортом под открытым небом, в крытых же помещениях заниматься спортом можно независимо от капризов погоды.
В XX веке специализированные спортзалы оснащаются различными тренажёрами для занятий культуризмом (их удобство — в адресном воздействии на группы мышц и отдельные мышцы), которые устанавливаются стационарно; как правило, они меньше по площади, чем традиционные площадки.

Спортивный зал для занятий культуризмом, Голливуд.

Во второй половине XX века существовала тенденция насыщения спортзалов тренажёрным оборудованием, имитирующим бег (беговая дорожка), езду на велосипедах, ходьбу на лыжах. Спортзалы становятся неприспособленными к коллективным спортивным играм в силу своих размеров и насыщенности спортивным инвентарём, но организуются ближе к месту проживания занимающихся и открыты в большинстве случаев практически без выходных.